# بوريساف يوفيتش
بوريساف يوفيتش (بالصربية: Борисав Јовић)‏ (19 أكتوبر 1928- 13 سبتمبر 2021)، اقتصادي ودبلوماسي وسياسي صربي ويوغسلافي سابق، شغل منصب سفير يوغوسلافيا في إيطاليا في النصف الثاني من سبعينات القرن العشرين، وكان الممثل الصربي في مجلس رئاسة يوغوسلافيا في أواخر الثمانينات وأوائل التسعينات. تولى رئاسة يوغوسلافيا في 1990-1991، وكان شخصية قيادية في الحزب الاشتراكي لصربيا في التسعينات. حصل على درجة الدكتوراه في الاقتصاد من جامعة بلغراد عام 1965. وهو يتحدث اللغة الروسية والإيطالية بطلاقة.